# Antigone (zoologia)
Antigone Reichenbach, 1853 è un genere di uccelli della famiglia Gruidae.

## Tassonomia
Comprende le seguenti specie:
- Antigone canadensis (Linnaeus, 1758) - gru canadese
- Antigone vipio (Pallas, 1811) - gru nucabianca
- Antigone antigone (Linnaeus, 1758) - gru antigone
- Antigone rubicunda (Perry, 1810) - brolga